# Fluoropolímero
Um fluoropolímero é um polímero baseado em fluorocarbonos com múltiplas fortes ligações carbono–flúor. É caracterizado por uma alta resistência a solventes, ácidos e bases.
Fluoropolímeros foram acidentalmente descobertos em 1938 pelo Dr. Roy J. Plunkett quando ele acidentalmente polimerizou tetrafluoroetileno formando politetrafluoroetileno (PTFE ou mais comumente conhecido pela marca da DuPont Teflon). Fluoropolímeros dividem as propriedades de fluorocarbonos naquelas em que não são tão suscetíveis às forças de Van der Waals como os hidrocarbonetos. Isso contribui para as suas propriedades antiaderentes e de redução do atrito. Além disso, eles são estáveis devido à estabilidade das múltiplas ligações carbono-flúor adicionadas a um composto químico. Fluoropolímeros podem ser mecanicamente caracterizados como termofixos ou termoplásticos. Elas são muitas vezes aplicadas a peças de metal fabricadas por pintura eletrostática a pó, ou presos em grandes folhas com epóxi para a cobrir o interior de grandes recipientes metálicos e não-metálicos.

## Exemplos de fluoropolímeros
- PTFE (politetrafluoroetileno), comercializado pela DuPont sob a marca Teflon; comercializado pela Solvay Solexis sob as marcas de Algoflon e Polymist
- PFA (Resina de polímero perfluoroalcóxico), comercializada pela DuPont sob a marca Teflon PFA, Hyflon[2]